# Rhoetosaurus
Rhoetosaurus ("Rhoetův ještěr") byl rod velikého sauropodního dinosaura, příbuzného rodu Cetiosaurus. Byl objeven v roce 1924, další jeho fosilní kosti byly objeveny o dva roky později. Téhož roku byl i formálně popsán. Objeven byl v Austrálii, na území Queenslandu. Jeho objev prokázal, že se sauropodi v daném období již rozšířili po celé někdejší Gondwaně (jižním superkontinentu). Jeho stáří bylo nově určeno zhruba na 162 milionů let, žil tedy v období končící střední jury (dříve se předpokládalo stáří asi o 10 milionů let vyšší).

## Rozměry a popis

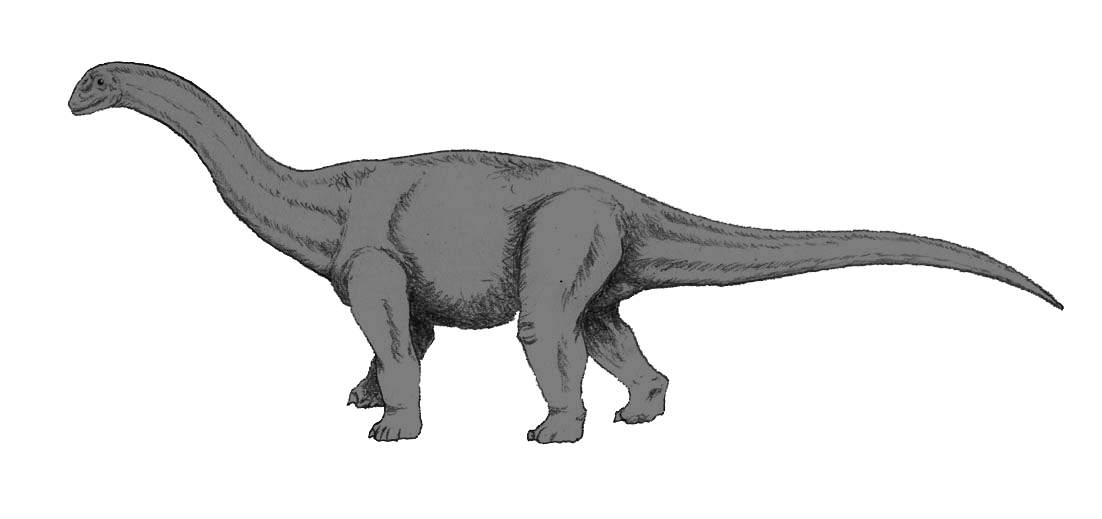
Cetiosaurus, příbuzný rod

Tento dinosaurus měřil na délku asi 12 až 15 metrů, vážil kolem 9 tun. Podle jiných odhadů mohl dosahovat hmotnosti až 24 tun. Živil se rostlinami, stejně jako další sauropodi. Byl to jeden z prvních dinosaurů objevených v Austrálii, ale není příliš známý.